# کیسوکه یوشیزاک
کیسوکه یوشیزاک (ژاپنی: 吉坂 圭介؛ زادهٔ ۱۵ مهٔ ۱۹۷۴) یک بازیکن فوتبال اهل ژاپن است.
از باشگاه‌هایی که در آن بازی کرده‌است می‌توان به باشگاه فوتبال اوئیتا ترینیتا اشاره کرد.